# Operação Cólera de Deus

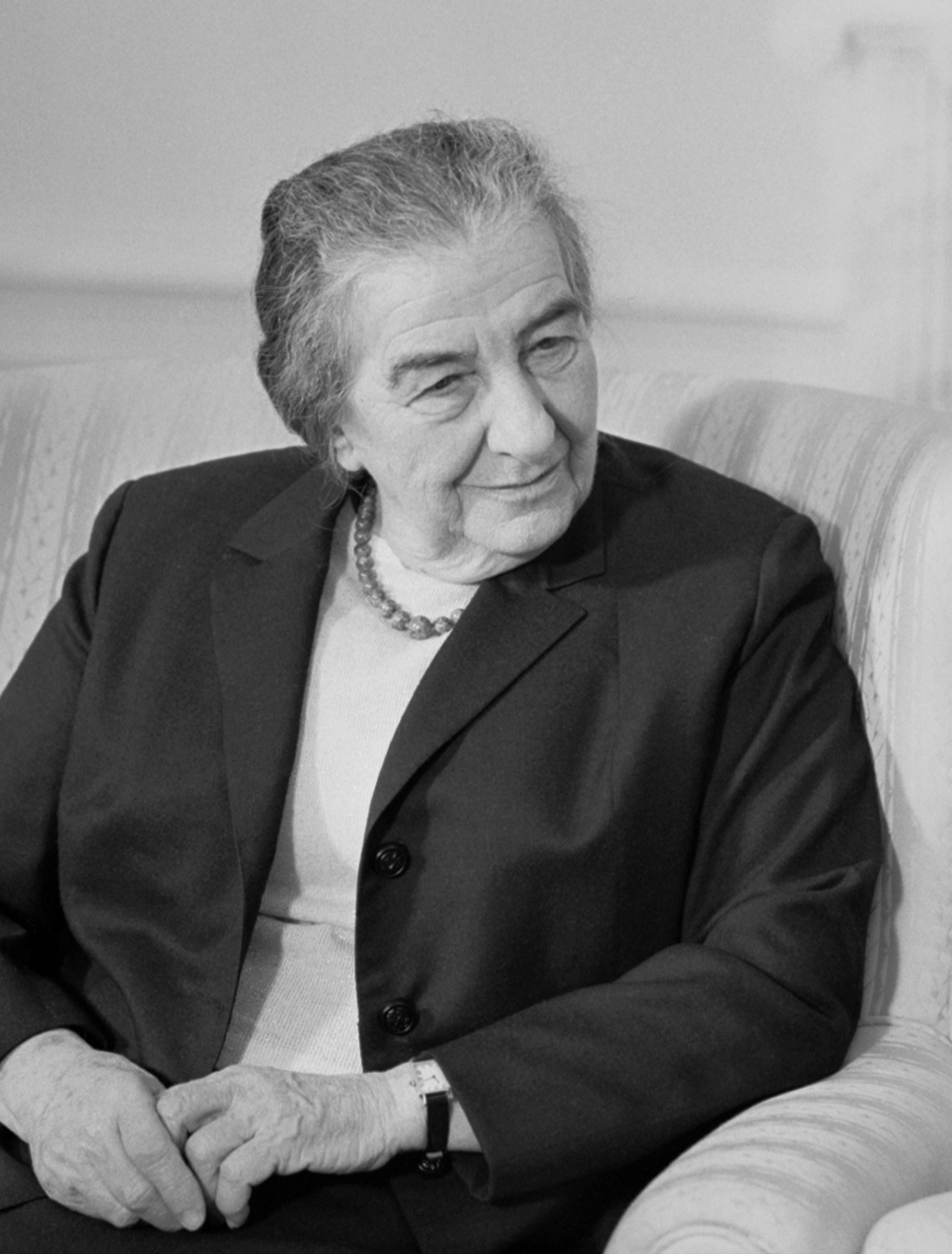
Primeira-ministra de Israel, Golda Meir, que autorizou a operação Cólera de Deus

Operação Cólera de Deus ou Ira de Deus (em hebraico:  מבצע זעם האל Mivtza Za'am Ha'el) foi uma operação militar de espionagem atribuída ao serviço de inteligência israelita, o Mossad, cujo objetivo era eliminar todos os responsáveis do Massacre de Munique, ocorrido durante os Jogos Olímpicos de Verão de 1972.
Os alvos da operação incluíam membros do grupo terrorista palestiniano Setembro Negro, responsável pelo ataque de Munique, e membros da Organização para a Libertação da Palestina (OLP), também acusada de estar envolvida. Com o aval da primeira-ministra israelita Golda Meir, a operação começou no outono de 1972 e pode ter continuado por mais de 20 anos. Durante esse tempo, unidades secretas de assassinos israelitas mataram dezenas de conspiradores suspeitos em toda a Europa, incluindo o assassinato acidental de um garçom em Lillehammer, na Noruega, que ficou conhecido como o caso Lillehammer.
Um assalto militar adicional foi lançado pelo exército israelita no interior do Líbano para matar vários alvos palestinianos de alta patente. Essa sequência de assassinatos estimulou ataques de retaliação pelo Setembro Negro contra diversos alvos do governo de Israel em todo mundo.
Houve também muitas críticas a Israel sobre a sua escolha de alvos, as táticas de assassínio e a sua eficácia. Devido à natureza secreta da operação, alguns detalhes são verificáveis para além de uma única fonte, incluindo a história de um israelita que afirma ter liderado um esquadrão da morte.

## Planejamento
Motivado pelo assassinato de onze atletas da delegação israelense nos Jogos Olímpicos de 1972, na Alemanha, pelo grupo nacionalista palestino Setembro Negro, o governo israelense procurou adotar medidas para prevenir e  neutralizar possíveis ataques futuros. Logo após o incidente, a primeira-ministra israelense Golda Meir criou o comitê X, um grupo de oficiais do governo israelense encarregados de responder aos ataques promovidos por grupos radicais contra o Estado de Israel, encabeçados por ela e pelo ministro da defesa, Moshe Dayan. Juntamente com o assessor para assuntos de contra-terrorismo, Aharon Yariv, e o ex-chefe da Mossad, Zvi Zamir, desenvolveram um plano para garantir a segurança do Estado. Desde o início, o comitê chegou a conclusão de que, para deter ataques posteriores, seria necessário deter todos aqueles que organizaram e deram apoio aos ataques em Munique, por terem dado notoriedade a tais ações. Pressionada pela opinião pública e por membros do Parlamento de Israel, a primeira-ministra aprovou as ações.